# Хилл, Кевин
Кевин Хилл (англ. Kevin Hill; 27 июня 1986 года, Чилливак, Канада) — канадский сноубордист, выступающий в бордеркроссе.
- Серебряный призёр чемпионата мира в бордеркроссе (2015);
- Призёр этапов Кубка мира в сноуборд-кроссе.

## Призовые места на этапах Кубка мира
| #  | Дата           | Место    | Вид            | Победитель    |
| -- | -------------- | -------- | -------------- | ------------- |
| 1. | 7 декабря 2013 | Монтафон | Сноуборд-кросс | Маркус Шайрер |